# Ekalavya

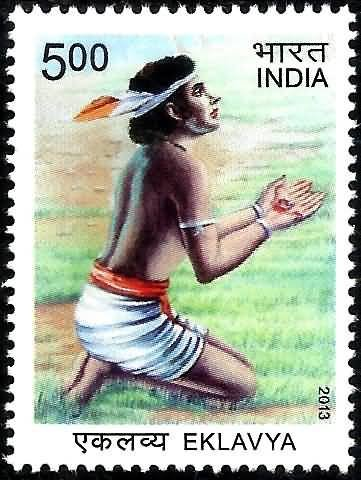
Ekalavya hace el pago del dakshina cortándose el dedo pulgar de su mano derecha, y ofreciéndoselo al guru. Sello de 5 rupias de India

Ekalavya ( एकलव्य, ékalaiva) es un personaje de la historia El Mahābhārata. Era un joven príncipe de Nishadha, una confederación de tribus de la jungla en la Antigua India. Hijo de Vyatraj Hiranyadhanus, deseaba estudiar arquería en el gurukula del gurú Drona.
Ekalavya es reconocido como uno de los grandes reyes en el Starbharata Yajna, donde se enaltece a sí mismo con sus zapatos. A pesar de no tener su pulgar derecho, se lo reconocía como un arquero muy poderoso y conductor de carruajes.

## Juventud
En el Mahabharata, se indica que Ekalavya era hijo de Hiranyadhanus, quien era el comandante del ejército del rey Jarasandha y líder de los Nishadhas. Ekalavya se acercó a Drona para pedirle que le enseñara las artes de la guerra, especialmente arquería, pero Drona lo rechazó ya que le había prometido a Arjuna convertirlo en el mejor arquero y además Ekalavya no provenía de una familia de guerreros. 

### Autoaprendizaje
Aunque muy herido a causa del rechazo de Drona, Ekalavya no se dio por vencido en su deseo de aprender el manejo el arco. Una vez se escondió en el bosque mientras el gurú Drona le enseñaba a los hermanos Kaurava y Pandava el manejo del arco. Después de que ellos se fueran al ashram, Ekalaivya recogió el barro por donde había caminado el gurú, como un gesto simbolizando el deseo de seguir sus pasos y adquirir su conocimiento, después de lo cual fue al bosque y construyó una estatua de Drona bajo un árbol muy grande. Ekalavya comenzó un riguroso plan de autoaprendizaje que se extendió por varios años. Pasado un tiempo se convirtió en un arquero de excepcional habilidad, sobrepasando a Arjuna que era el mejor alumno de Drona. Para Ekalavya la estatua era su gurú y todos los días practicaba frente a ella .

### Dakshina para el Guru
Un día cuando Drona y sus alumnos se adentraban en el bosque, Arjuna vio que un perro no podía ladrar porque una jaula formada con flechas en y alrededor de su boca se lo impedía. La jaula no le producía daño alguno al perro, pero no le permitía ladrar. Drona estaba maravillado, pero también nervioso: le había prometido a Arjuna que lo convertiría en el mejor arquero del mundo. Drona y sus alumnos investigaron, y encontraron a Ekalavya. Al ver a Drona, Ekalavya se dirigió ante él y se inclinó en señal de respeto.
Drona pregunta a Ekalavya dónde ha aprendido arquería. Ekalavya le responde "con usted, Guruji", y le muestra su estatua mientras le explica lo que había hecho.
Drona le hizo notar a Ekalavya que para que fuera en verdad su discípulo, debía abonar el dakshina al gurú. Prontamente, Ekalavya se ofreció a hacer lo que fuera para Drona y entonces este pidió que le entregase el pulgar derecho. En un primer momento Ekalavya duda y pide a  Drona que confirme su petición, y Drona así lo hace. Sonriendo, Ekalavya se corta el pulgar derecho y se lo da a Drona.

## Vida posterior y muerte
Posteriormente, Ekalavya trabajó como arquero del rey Jarasandha. Cuando Jarasandha planificó el sitio de Mathura, Ekalavya le prestó su ayuda como arquero. Ekalavya también ayudó a Jarasandha y Shishupala persiguiendo a Rukmini cuando ella se escapa para tener un amorío con Krishna. Luego de ser despedido por Jarasandha, Ekalavya buscó vengarse luchando para destruir a Kuntibhoja y todos los Yadava en Dwarka. Durante el ataque, fue tajeado por Krishna.